# Rubus pinnatisepalus
Rubus pinnatisepalus är en rosväxtart som beskrevs av William Botting Hemsley. Rubus pinnatisepalus ingår i släktet rubusar, och familjen rosväxter. Utöver nominatformen finns också underarten R. p. glandulosus.